# La prova del nove (romanzo)
La prova del nove (titolo originale A Fine and Private Place) è un romanzo giallo di Ellery Queen, pubblicato nel 1971. È l'ultimo romanzo completato dalla coppia di autori originali, Frederic Dannay e Manfred Lee, prima della morte di Lee nel 1971.

## Trama
Nino Importuna è un ricchissimo finanziere italo-americano proprietario, insieme ai due fratelli Julio e Marco, delle Industrie Importuna, una multinazionale con interessi in tutto il mondo. Una peculiarità del suo carattere è una fortissima superstizione collegata con il numero 9, forse dovuta al fatto di essere nato con due dita della mano destra unite insieme e quindi con 9 dita in tutto. Quando suo fratello Julio viene ritrovato assassinato, con la testa fracassata, la polizia deve muoversi con cautela, considerati gli enormi interessi economici coinvolti. Ma gli indizi indicano chiaramente che l'omicidio è stato commesso da un mancino, e il terzo fratello, Marco, è appunto mancino. Inoltre, sulla scena del crimine viene ritrovato un bottone della giacca di Marco e l'impronta di una sua scarpa. Ellery Queen, chiamato in causa da suo padre, l'ispettore Richard Queen, non è convinto della solidità degli indizi a carico di Marco ma, quando quest'ultimo si suicida, il caso sembra chiuso. Alcuni mesi dopo però lo stesso Nino Importuna verrà ritrovato assassinato nel suo letto, colpito 9 volte alla testa con una scultura a forma di 9, con le lancette dell'orologio bloccate sulle 9 e 9 minuti. E, dopo la sua morte, la polizia riceve 9 messaggi anonimi, di 9 parole ciascuno, che suggeriscono altri collegamenti tra Nino e il numero 9. Ellery dovrà cercare di capire in che modo la superstizione del defunto magnate sia collegata con il suo omicidio, e quale scopo persegua l'assassino con la ripetizione del numero 9 nelle sue azioni.

## Personaggi principali
- Nino Importuna - ricchissimo magnate italo-americano
- Marco Importunato - fratello di Nino, comproprietario delle Industrie Importuna
- Julio Importunato - fratello di Nino, comproprietario delle Industrie Importuna
- Virginia Importuna - moglie di Nino
- Peter Ennis - segretario privato di Nino
- Wallace Rhyerson Whyte - dirigente delle Industrie Importuna, padre di Virginia
- Crump - maggiordomo di Nino
- Tebaldo - cameriere personale di Marco
- Il Signor E - un individuo misterioso
- Joe Voytershack  - sergente della polizia
- Richard Queen - capo della Squadra Omicidi
- Ellery Queen - scrittore e investigatore dilettante

## Edizioni
- Ellery Queen, La prova del nove, traduzione di Laura Grimaldi, collana I classici del Giallo Mondadori (n. 1202), Arnoldo Mondadori Editore, 2008,  p. 221.